# Rhizophagus pseudobrunneus
Rhizophagus pseudobrunneus is een keversoort uit de familie kerkhofkevers (Monotomidae). De wetenschappelijke naam van de soort werd in 1990 gepubliceerd door Bousquet.